# Saabo

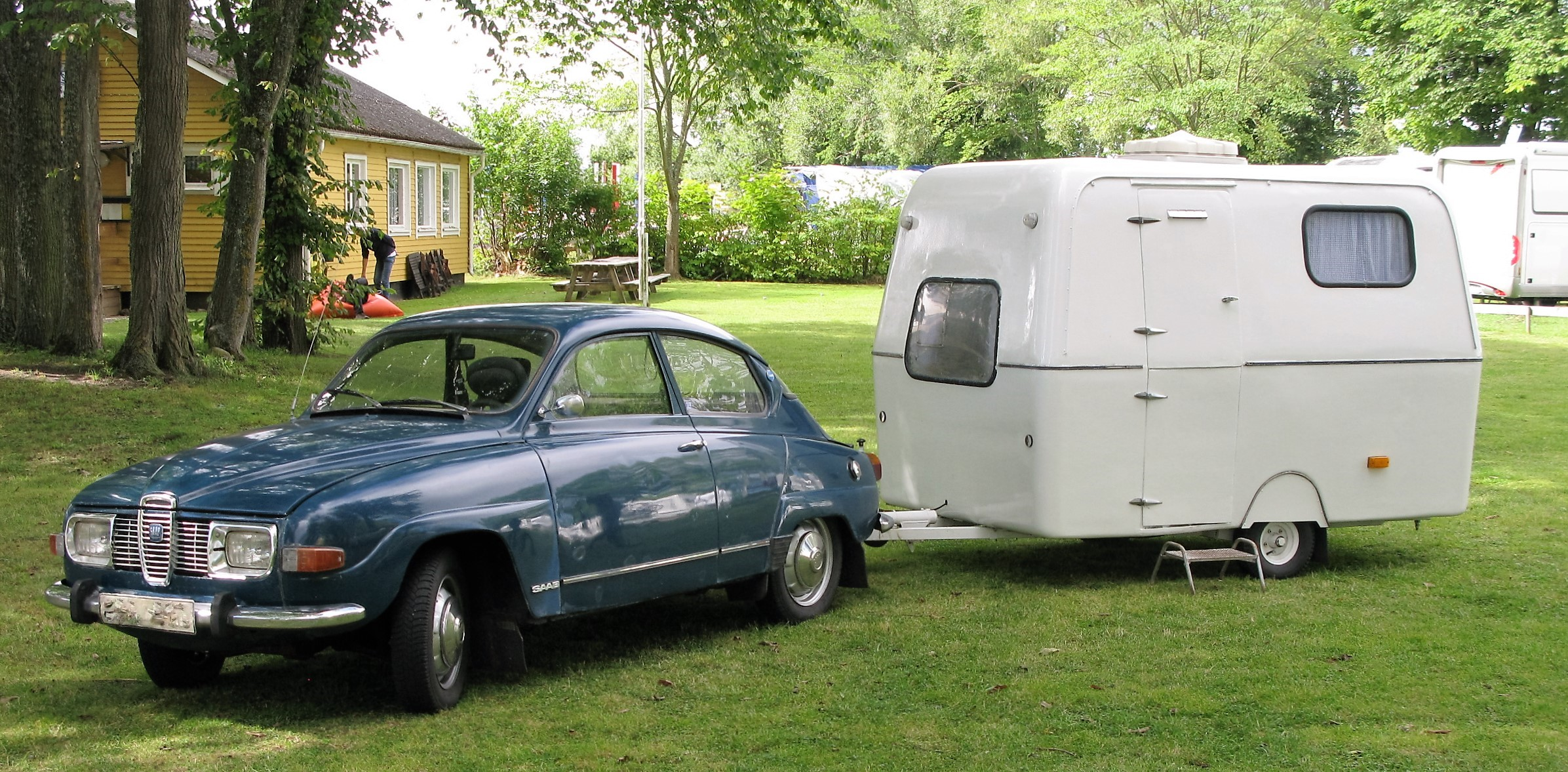
Saab 96 s přívěsem Saabo

Saabo (někdy uváděno i SAABO) byl obytný přívěs vyráběný v letech 1964 až 1968 firmou Saab Automobile.

## Historie a popis
První prototyp byl vyroben v loděnici Fisksätra, další potom na Marieholms Bruk. Tyto byly ještě bez brzd. Výroba brzděných přívěsů byla poté převedena do závodu Ljunga v Linköpingu. Oficiální název projektu byl MEFAN, pod kterýmžto názvem mělo být vyrobeno vznášedlo pro armádu. Neoficiálně byl potom vyroben tento karavan.
Jeho konstrukce byla velmi lehká, vyrobená ze sklolaminátu, který obklopovala izolace ze skládané lepenky. Celková hmotnost přívěsu byla pouhých 230 kg. To umožňovalo jeho tažení vozidly s výkonem motoru pouhých 25 koní (19 kW), nebo 38 koní (28 kW), např. dvoutaktní Saab 96. Navíc tehdejší švédská právní úprava povolovala, v případě dodržení nízké hmotnosti přívěsu, jízdu s tímto přívěsem neomezenou rychlostí.
Saabo bylo i přes malé rozměry navrženo tak, aby ubytovalo čtyřčlennou (s extra lůžkem dokonce pětičlennou) rodinu. Interiér tvořily dvě pohovky, jídelní stůl, kuchyňský dřez a dvě skříně. K vaření, topení a osvětlení se používal zkapalněný ropný plyn.
Saabo mělo velká, nízko posazená přední i zadní okna, což umožňovalo řidiči tažného vozidla neztratit ve zpětném zrcátku přehled o situaci za soupravou.
Vyrobeno bylo nejméně 438 kusů.

## Technická data
- Celková délka: 3,60 m
- Celková šířka: 1,84 m
- Celková výška: 2,10 m
- Vnitřní výška: 1,80 m
- Hmotnost: 230 kg